# Suore orsoline del Sacro Cuore di Gesù Agonizzante
Le Suore Orsoline del Sacro Cuore di Gesù Agonizzante (in latino Congregatio Sororum Ursulinarum a Sacro Corde Iesu Agonizantis) sono un istituto religioso femminile di diritto pontificio: le suore di questa congregazione, dette anche Orsoline Grigie, pospongono al loro nome la sigla U.S.K.J. (dal polacco Urszulanek Serca Jezusa Konającego).

## Storia

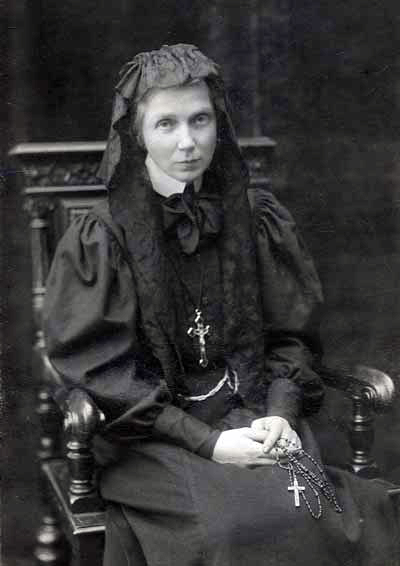
Ritratto fotografico di madre Urszula Ledóchowska nel 1907

La congregazione trae origine dalla comunità di orsoline di Pietroburgo, sorta nel 1907 a opera delle religiose del monastero di Cracovia per gestire il liceo-ginnasio e l'internato di Santa Caterina; per dirigere la comunità dalla Polonia giunse Urszula Ledóchowska (1865-1939), sotto il cui governo la filiale russa si rese autonoma dalla casa madre (1908).
A causa dell'ostilità del regime zarista alle istituzioni religiose cattoliche, le orsoline vennero costrette alla clandestinità e nel 1914, nel corso della prima guerra mondiale, la Ledóchowska venne espulsa dalla Russia: trascorse il suo esilio in massima parte nei paesi scandinavi.
Il monastero di Pietroburgo dovette essere trasferito a Pniewy, presso Poznań, e la Ledóchowska cercò, senza successo, di affiliarlo all'unione polacca delle monache orsoline; il 7 giugno 1920, ritenuta data di fondazione dell'istituto, la Congregazione per i Religiosi autorizzò la trasformazione della casa autonoma di Pniewy in congregazione di voti semplici per l'apostolato attivo e pose il nuovo istituto sotto l'invocazione del Sacro Cuore di Gesù Agonizzante. La Santa Sede approvò la congregazione il 4 giugno 1923.
Papa Giovanni Paolo II ha beatificato la Ledóchowska (in religione madre Orsola) il 20 giugno 1983 a Poznań e l'ha proclamata santa il 18 maggio 2003 in Piazza San Pietro a Roma.

## Attività e diffusione
Le Orsoline Grigie si dedicano all'istruzione e all'educazione cristiana della gioventù: sono attive presso scuole elementari, dell'infanzia, di taglio e cucito, oratori, residenze per studenti e case famiglia per malati di AIDS.
Sono presenti in Europa (Bielorussia, Finlandia, Francia, Germania, Italia, Polonia, Ucraina), nelle Americhe (Argentina, Brasile, Canada), in Tanzania e nelle Filippine; la sede generalizia è a Roma.
Al 31 dicembre 2005, la congregazione contava 832 religiose in 98 case.